# بوثية
بوثية (البنغالية: পুঁথি؛ بالأبجدية العربية: پوتھی) هو لقب لكتاب أو كتابة من القصص الخيالية الشعرية والقصص الدينية من البنغال والهند الشرقية [الإنجليزية] الحالية، والتي كان يقرأها شخص "متعلم" كبير السن بينما يستمع إليها الآخرون. وقد تم استخدامه كوسيلة للتعليم والترفيه البناء.

## الاصطلاح

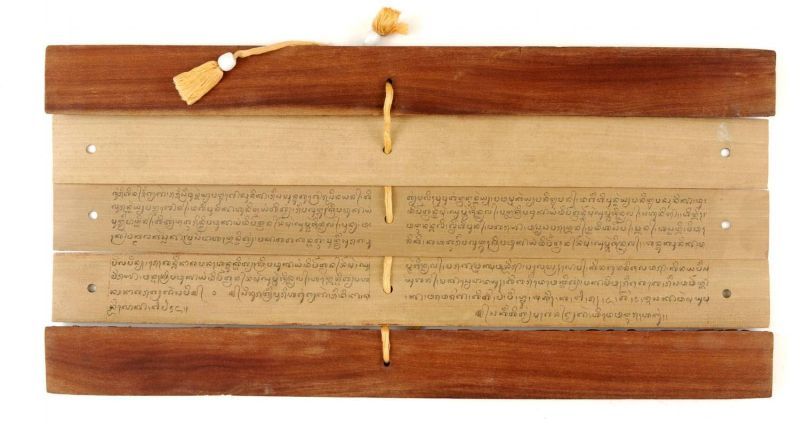
مخطوطة نصية هندوسية من أوراق النخيل من بالي، إندونيسيا، توضح كيفية ربط المخطوطات في كتاب.

كانت المخطوطات البوثية عبارة عن مخطوطات مكتوبة باللغات البنغالية أو الأودية، باستخدام نصوص مثل الأوْدية [الإنجليزية]، والسيلهيتي ناغري [الإنجليزية]، والبنغالية، والفارسية العربية. تم استخدامها في الغالب في البنغال وأراكان وشرق الهند. البوثي (پوتھی، /po:t̪ʰi:/) هو اسم مؤنث من أصل سنسكريتي ويعني كتاب.
يمكن أن تكون صفحات البوثيات عبارة عن أوراق، أو جلد، أو صفائح من الخشب، أو لحاء الشجر. كان هذا شائعًا قبل اختراع الورق. وعادة ما كانت تُكتب على جانب واحد وتُربط بقطعة من الخيط. وهذا جعلها مقاومة للحشرات أيضًا، مما سمح لها بالبقاء على قيد الحياة لفترة طويلة.
جمع عبد الكريم ساهيتيا بيشراد [الإنجليزية] أكثر من 2000 بوثية. وقد كتب المسلمون البنغاليون أكثر من ألف منها. لم يسبق لأي شخص أو منظمة أخرى أن جمع هذا العدد من البوثيات.

## النص واللغة
كُتبَت غالبية البوثيات بالخط البنغالي. وقد كُتبَت أيضًا بالخط العربي. كان السجل المستخدم في هذه البوثيات هو في الغالب دوبهاشي بنغالي [الإنجليزية]، وهو نوع من البنغالية التي تفتقر إلى التاتساما [الإنجليزية] الموجودة في البنغالية الحديثة وتستخدم بشكل كبير المفردات العربية والفارسية.

## طالع أيضًا
- الأدب البنغالي